# Diplonema (género)
Diplonema é um género de protistas de vida livre do grupo dos Euglenozoa. Distingue-se do Rhynchopus na classe Diplonemea pela ausência de um estado dispersivo flagelado completo.

## Características
Diplonema apresenta dois curtos flagelos de igual extensão e duas aberturas subapicais. A maioria são de vida livre, no entanto foram registados casos de infecção em amêijoas e descomposição súbita de plantas de aquário sobre as quais podem estar implicados estes microorganismos. Foi descrito inicialmente em 1914 e depois redescoberto na década de 1960, em que foi chamado Isonema, classificando-o incorrectamente entre os euglénidos (agora nos diplonémidos).